# Cicurina bullis
Espèce
Cicurina bullis est une espèce d'araignées aranéomorphes de la famille des Cicurinidae.

## Distribution
Cette espèce est endémique du Texas aux États-Unis,. Elle se rencontre dans le comté de Bexar dans les grottes Isocow Cave, Platypus Pit, Root Canal Cave, Eagles Nest Cave et Hilger Hole.

## Description
La femelle holotype mesure 4,3 mm, les femelles mesurent de 3,9 à 5,75 mm. Cette araignée est anophtalme.
La femelle décrite par Paquin et Dupérré en 2009 mesure 3,96 mm.

## Systématique et taxinomie
Cette espèce a été décrite par Cokendolpher en 2004.

## Étymologie
Son nom d'espèce lui a été donné en référence au lieu de sa découverte, Camp Bullis.

## Publication originale
- Cokendolpher, 2004 : « Cicurina spiders from caves in Bexar County, Texas (Araneae: Dictynidae). » Texas Memorial Museum Speleological Monograph, no 6, p. 13-58.